# Sümeghy Csaba
Sümeghy Csaba (Békéscsaba, 1940. június 10. –) magyar politikus, 1994-2006 között fideszes országgyűlési képviselő, egykori kamarai kormánybiztos, a Magyar Iparszövetség volt elnöke, nagyvállalkozó.
Általános iskolába Gyulán járt, 1954-től 1958-ig a békéscsabai Rózsa Ferenc Gimnázium tanulója. Az érettségi után 1964-ig a békéscsabai SZTK Alközpontjában dolgozott revizorként. 1964-1968 között a szegedi József Attila Tudományegyetem Állam- és Jogtudományi Karára járt, ahol 1968-ban doktorált kriminológiából.
1968-1989 között a Magyar Szocialista Munkáspárt tagja volt, a rendszerváltás után pártonkívüliként a Fidesz országos listájáról bejutva három cikluson keresztül (1994-2006) volt parlamenti képviselő.
1981-től a Békés megyei Kiszöv elnöke, 1991-től 2000-ig a jogutód Magyar Iparszövetség elnöke volt.

## Csődbűntett
A Békés megyei textilipari cégekből álló BCB-csoport mintegy kétmilliárd forint tartozást hátrahagyó kiürítése miatt az első feljelentést 2001-ben tették meg ellene, a vádemelésre 2005 októberében került sor. 2011 júniusában a Kecskeméti Városi Bíróság csődbüntettben bűnösnek mondta ki és felfüggesztett szabadságvesztéssel sújtotta Sümeghyt. Az ítélet nem jogerős.